# Rohrbach-lès-Bitche
Pour les articles homonymes, voir Rohrbach.
Rohrbach-lès-Bitche [ʁɔʁbak lɛ bitʃ] est une commune française située dans le département de la Moselle, en Lorraine, dans la région administrative Grand Est. Le village fait partie du Pays de Bitche et du bassin de vie de la Moselle-Est.

## Géographie

### Localisation
Rohrbach-lès-Bitche s’est construit le long de la route de Sarreguemines à Bitche et de sa bifurcation vers Sarre-Union et l’Alsace bossue.

### Géologie et relief
Situé en « pays découvert » vers 260 mètres d’altitude, le village est dominé à l’ouest par le Guckenberg (384 mètres), dernière colline du Plateau lorrain. Il constitue l’un des premiers villages du Bitcherland. Le grès vosgien et son manteau forestier apparaissent aux limites de la commune.
La commune compte 13 cavités souterraines

### Sismicité
Les cantons de Rohrbach-lès-Bitche, Volmunster sont de zone de sismicité faible.

### Hydrographie
La commune est située dans le bassin versant du Rhin au sein du bassin Rhin-Meuse. Elle est drainée par le ruisseau le Buttenbach, le ruisseau de Rahling, le ruisseau Rohrbach et le ruisseau de Marxbach.
Le Buttenbach, d'une longueur totale de 17,5 km, prend sa source dans la commune  et se jette  dans l'Eichel à Lorentzen, après avoir traversé six communes.

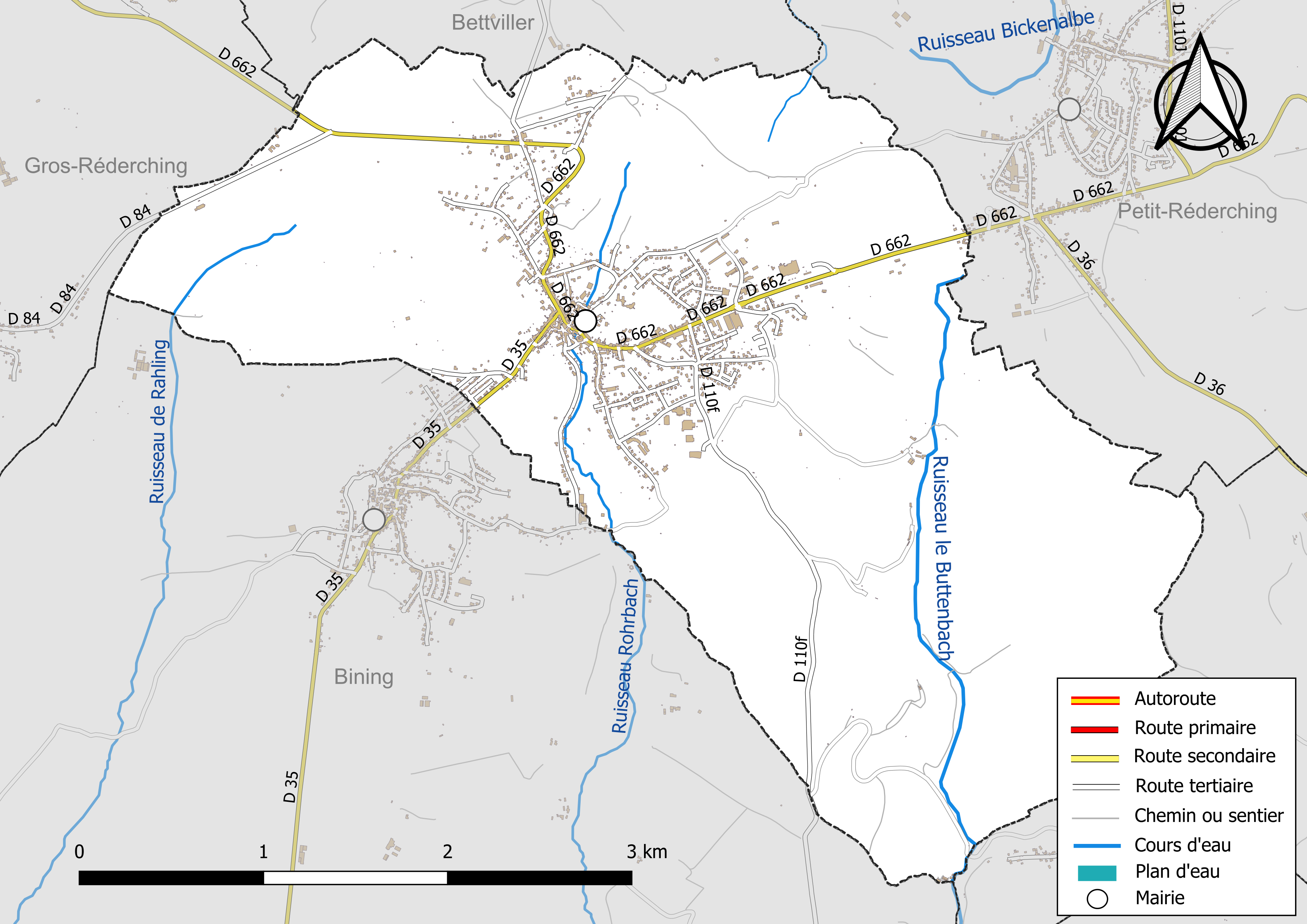
Réseaux hydrographique et routier de Rohrbach-lès-Bitche.

La qualité des eaux des principaux cours d’eau de la commune, notamment du ruisseau le Buttenbach, peut être consultée sur un site dédié géré par les agences de l’eau et l’Agence française pour la biodiversité.

### Climat
Pour des articles plus généraux, voir Climat du Grand Est et Climat de la Moselle.
En 2010, le climat de la commune est de type climat des marges montargnardes, selon une étude du Centre national de la recherche scientifique s'appuyant sur une série de données couvrant la période 1971-2000. En 2020, Météo-France publie une typologie des climats de la France métropolitaine dans laquelle la commune est exposée à un climat semi-continental et est dans la région climatique  Vosges, caractérisée par une pluviométrie très élevée (1 500 à 2 000 mm/an) en toutes saisons et un hiver rude (moins de 1 °C). 
Pour la période 1971-2000, la température annuelle moyenne est de 9,6 °C, avec une amplitude thermique annuelle de 17 °C. Le cumul annuel moyen de précipitations est de 880 mm, avec 10,6 jours de précipitations en janvier et 9,8 jours en juillet. Pour la période 1991-2020, la température moyenne annuelle observée sur la station météorologique de Météo-France la plus proche, « Volmunster », sur la commune de Volmunster à 11 km à vol d'oiseau, est de 10,2 °C et le cumul annuel moyen de précipitations est de 760,1 mm. 
La température maximale relevée sur cette station est de 37,6 °C, atteinte le 25 juillet 2019 ; la température minimale est de −18,6 °C, atteinte le 24 décembre 2001,,. 
Les paramètres climatiques de la commune ont été estimés pour le milieu du siècle (2041-2070) selon différents scénarios d'émission de gaz à effet de serre à partir des nouvelles projections climatiques de référence DRIAS-2020. Ils sont consultables sur un site dédié publié par Météo-France en novembre 2022.

### Voies de communications et transports

#### Voies routières
- Départementales : D662 entre Gros-Réderching et Petit Réderching[11].
- Autoroute A4 : Échangeurs Sarreguemines, et Sarre-Union.

#### Transports en commun
- Transports en commun Fluo Grand Est[12].

##### Lignes SNCF
Depuis la fermeture de la halte ferroviaire le 18 décembre 2011, Rohrbach est desservie par des autocars TER Lorraine de la ligne Sarreguemines - Bitche[réf. souhaitée].
- Ancienne Gare de Rohrbach-lès-Bitche.

## Urbanisme

### Typologie
Au 1er janvier 2024, Rohrbach-lès-Bitche est catégorisée bourg rural, selon la nouvelle grille communale de densité à sept niveaux définie par l'Insee en 2022.
Elle appartient à l'unité urbaine de Rohrbach-lès-Bitche, une agglomération intra-départementale regroupant deux  communes, dont elle est ville-centre,,. Par ailleurs la commune fait partie de l'aire d'attraction de Sarreguemines (partie française), dont elle est une commune de la couronne,. Cette aire, qui regroupe 48 communes, est catégorisée dans les aires de 50 000 à moins de 200 000 habitants,.

### Occupation des sols
L'occupation des sols de la commune, telle qu'elle ressort de la base de données européenne d’occupation biophysique des sols Corine Land Cover (CLC), est marquée par l'importance des territoires agricoles (81,3 % en 2018), en augmentation par rapport à 1990 (74,8 %). La répartition détaillée en 2018 est la suivante : 
prairies (46,1 %), terres arables (35,1 %), zones urbanisées (15,1 %), forêts (3,6 %), zones agricoles hétérogènes (0,1 %). L'évolution de l’occupation des sols de la commune et de ses infrastructures peut être observée sur les différentes représentations cartographiques du territoire : la carte de Cassini (XVIIIe siècle), la carte d'état-major (1820-1866) et les cartes ou photos aériennes de l'IGN pour la période actuelle (1950 à aujourd'hui).

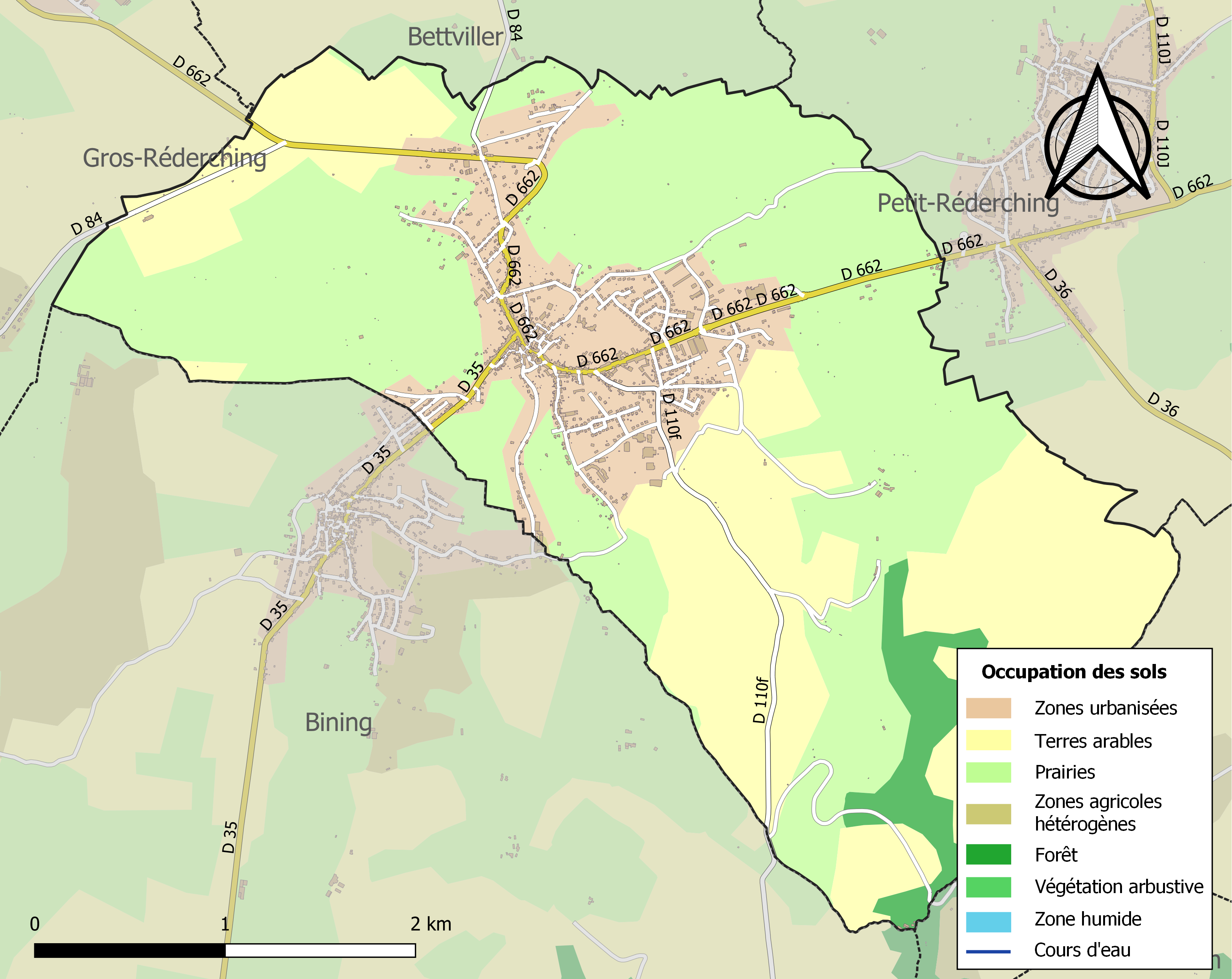
Carte des infrastructures et de l'occupation des sols de la commune en 2018 (CLC).

## Toponymie
Rohrbach est mentionné dès 1150 sous la forme Rorback (Kremer, Ard. Gesch. II, 293); Brucherbach & Bruchrorbach en 1179 (abb. Wadg. bulle d’Alex. III); Roreback en 1197 ((abb. Wadg. bulle de Cél. III); Rornbach en 1425 (cart. év. de M. t. III, p. 96); Rornbach / Rombach / Rorebach en 1544 ((pouillé de M.); Rorbach en 1594 (dénombr. Th. Alix); Rhorbach en 1779 (Dur. Lorr.).
Roerbach en francique lorrain.
Il s'agit du type hydronymique vieux haut allemand Rôrbah, Rôrbak, composé des éléments rôr « roseau » (cf. allemand [Schilf]rohr « roseau ») et bah, bak « ruisseau » (cf. allemand Bach « ruisseau »), d'où le sens global de « ruisseau aux roseaux ». Il s'appliquait à l'origine uniquement au ruisseau le Rohrbach, avant de désigner également la paroisse, puis la commune. Ce processus est commun en toponymie et engendre parfois même le remplacement du nom initial du cours d'eau.
Plus généralement, cet hydronyme procède de l'étymon germanique occidental *Rauzbaki qui a donné Roubaix, Robecq, Rebais, Rebets, etc. dans le nord de la France et en Belgique. D'ailleurs Maurits Gysseling fait remonter directement le type Rohrbach, Rorbach au germanique rauza- + baki-. Dans le cas de Rohrbach, le vieux haut allemand rôr est une évolution par rhotacisme de /s/ du protogermanique *rauz- > ros, dont est issu le diminutif français rosel > roseau.
Le qualificatif -lès-Bitche signifie « près de Bitche », de l'ancien français lez « près de » (cf. latitude) et permet de faire la distinction d'avec Rorbach-les-Dieuze, autre commune de Moselle.

## Histoire
La "seigneurie de Bitche" ou le "comté de Bitche" (allemand : Herrschaft bzw. Grafschaft Bitsch), intégrant le village, est un ancien comté ou seigneurie du duché de Lorraine et du Saint-Empire.
La commune était chef-lieu de canton de 1790 à 2015, dans l’arrondissement de Sarreguemines.
La localité avait bénéficié de la voie ferrée de Sarrebrück à Strasbourg pour se développer. Celle-ci, mise en service le 8 décembre 1869, avait été fermée provisoirement à partir du 18 décembre 2011 à la suite d'un glissement de terrain, puis définitivement fermée en 2014.
Durant la deuxième guerre mondiale l'ouvrage d’infanterie était le gardien du plateau de Rohrbach. Invaincu, le Fort cessera le combat sur ordre du gouvernement.

## Économie

### Entreprises et commerces

#### Agriculture
- Coopérative agricole.
- Exploitants agricoles et éleveurs.

#### Tourisme
- Hôtels[25].
- Gîtes de France dans les villages environnants[26].
- Restaurants[27].

#### Commerces
- Commerces et services de proximité[28].

## Politique et administration

### Budget et fiscalité 2021
En 2021, le budget de la commune était constitué ainsi :
- total des produits de fonctionnement : 1 960 000 €, soit 835 € par habitant ;
- total des charges de fonctionnement : 1 695 000 €, soit 723 € par habitant ;
- total des ressources d'investissement : 1 463 000 €, soit 624 € par habitant ;
- total des emplois d'investissement : 1 635 000 €, soit 697 € par habitant ;
- endettement : 1 842 000 €, soit 785 € par habitant.

Avec les taux de fiscalité suivants :
- taxe d'habitation : 9,06 % ;
- taxe foncière sur les propriétés bâties : 29,62 % ;
- taxe foncière sur les propriétés non bâties : 64,25 % ;
- taxe additionnelle à la taxe foncière sur les propriétés non bâties : 0,00 % ;
- cotisation foncière des entreprises : 0,00 %.

Chiffres clés Revenus et pauvreté des ménages en 2019 : médiane en 2019 du revenu disponible, par unité de consommation : 23 570 €.

## Population et société

### Démographie

#### Évolution démographique
L'évolution du nombre d'habitants est connue à travers les recensements de la population effectués dans la commune depuis 1793. Pour les communes de moins de 10 000 habitants, une enquête de recensement portant sur toute la population est réalisée tous les cinq ans, les populations de référence des années intermédiaires étant quant à elles estimées par interpolation ou extrapolation. Pour la commune, le premier recensement exhaustif entrant dans le cadre du nouveau dispositif a été réalisé en 2006.

En 2022, la commune comptait 2 290 habitants, en évolution de +0,79 % par rapport à 2016 (Moselle : +0,52 %, France hors Mayotte : +2,11 %).
| 1793 | 1800 | 1806 | 1821  | 1836  | 1841  | 1861  | 1866  | 1871  |
| ---- | ---- | ---- | ----- | ----- | ----- | ----- | ----- | ----- |
| 634  | 655  | 791  | 1 077 | 1 197 | 1 208 | 1 158 | 1 200 | 1 096 |

| 1875  | 1880 | 1885 | 1890  | 1895  | 1900  | 1905  | 1910  | 1921  |
| ----- | ---- | ---- | ----- | ----- | ----- | ----- | ----- | ----- |
| 1 030 | 960  | 982  | 1 006 | 1 024 | 1 072 | 1 078 | 1 136 | 1 152 |

| 1926  | 1931  | 1936  | 1946  | 1954  | 1962  | 1968  | 1975  | 1982  |
| ----- | ----- | ----- | ----- | ----- | ----- | ----- | ----- | ----- |
| 1 069 | 1 022 | 1 442 | 1 312 | 1 424 | 1 517 | 1 623 | 1 797 | 2 019 |

| 1990  | 1999  | 2006  | 2011  | 2016  | 2021  | 2022  | - | - |
| ----- | ----- | ----- | ----- | ----- | ----- | ----- | - | - |
| 2 113 | 2 115 | 2 172 | 2 102 | 2 272 | 2 298 | 2 290 | - | - |

### Enseignement
Établissements d'enseignements :
- École maternelle,
- École élémentaire,
- Collège.

### Santé
Professionnels et établissements de santé :
- Médecins,
- Pharmacies,
- Hôpitaux à Bitche, Sarreguemines, Sarre-Union.

### Cultes
- Culte catholique, Archiprêtré de Rohrbach-lès-Bitche[39], Diocèse de Metz.

## Culture locale et patrimoine

### Lieux et monuments

#### Patrimoine rural
- Anciens moulins : Luxenmühle, Mathis Mühle et Felsenmühle.
  - Felsenmühle (puis appelé  Kirschbach et de Schmeltzenmühle) : l’actuel « moulin » constitue le siège d’une exploitation agricole. Au fond du vallon se dressait autrefois la maison forestière jusqu’à la construction pendant l'annexion (1871 à 1918) d’une nouvelle maison forestière près du Felsenhof sur le ban de Bining : moulin et chapelle.
- Ferme construite en 1792[40].
- Ancien tribunal réaménagé en école[41].

#### Édifice religieux
- L’église paroissiale[42] : placée sous le vocable de saint Rémy, fut reconstruite en 1772, sur les plans de Jean-Baptiste Henrion, « entrepreneur des bâtiments et usines du Roi », selon le style en usage dans le Pays de Bitche[43], en remplacement d'une église, trop petite et menaçant ruine la toiture du clocher en forme de bulbe fut transformée en 1928 et munie de l’actuelle flèche droite.
  - L'orgue de Willy Meurer, installé en 1958 et restauré en 1976[44],[45].
  - Chaire à prêcher[46].

La paroisse, avec Bining pour annexe, faisait partie autrefois de l’archiprêtré de Hornbach, avant d’être érigée en siège de l’archiprêtré de Rohrbach. Les anciens registres paroissiaux, aujourd’hui conservés à la mairie, débutent en 1661.
- Monument aux morts[47] : Conflits commémorés : Guerres franco-allemande de 1914-1918 et 1939-1945[48].
- Calvaires, croix monumentale[49] et croix de chemin[50],[51].
- Réplique de la grotte de Lourdes, érigée en 1954[52],[53].

#### Ouvrage militaire
- Ouvrage de Rohrbach de la ligne Maginot-Fort Casso[54],[55],[56].

#### Vie locale et associative
- Réseau associatif particulièrement important[57].
- Centre aquatique communautaire[58].

### Galerie

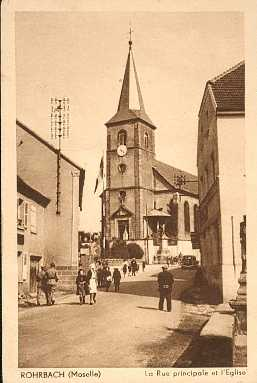
Vue de l’église.
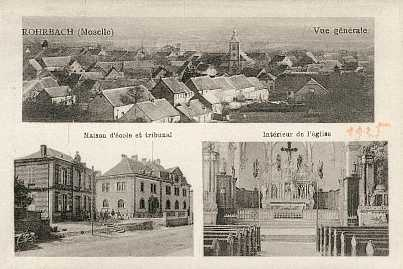
Vues du village.
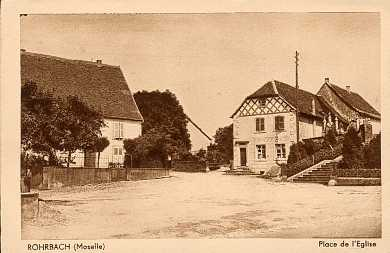
Place de l’Église.
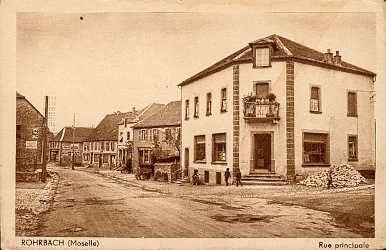
Rue Principale.
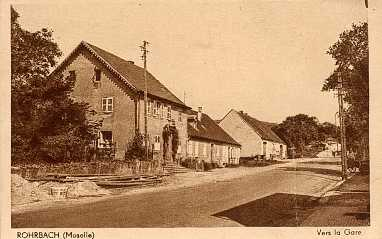
Vers la gare.
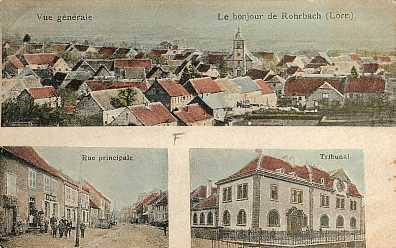
Vues du bourg.
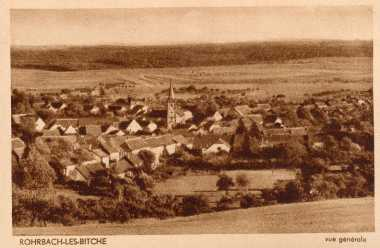
Vue générale.
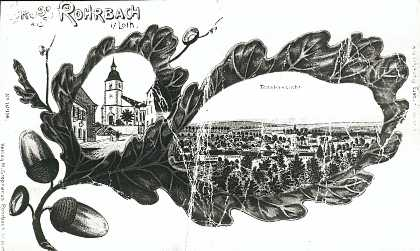
Vue du bourg.

### Personnalités liées à la commune

#### Personnalités nées à Rohrbach-lès-Bitche
- Eugène Victor Collinot (1824–1882), faïencier d'art, fondateur en 1863 avec Adalbert de Beaumont de la faïencerie "Collinot & Compagnie" à Boulogne, inventeur en 1864 des émaux en relief cerné sur faïence, plusieurs de ses compositions ont figuré aux expositions universelles de Paris et Vienne.
- Franz Dahlem (1892–1981), homme politique allemand.
- Albert Spaeth (1899-1966), professeur d’allemand, spécialiste de l'œuvre de Heinrich Heine.
- Julie Muller Volb, auteure de romans.
- Madeline Felt, auteure de roman : Le fil d'Ariane.

#### Personnalités liées à Rohrbach-lès-Bitche
- Jean Seitlinger (né en 1924), homme politique français, maire de Rohrbach-lès-Bitche de 1977 à 1995. Le collège de la ville porte son nom.
- Charles Felder, maire de la commune, soldat des campagnes napoléoniennes[59].
- Jean Seelig[60], archiprêtre, déporté à Dachau. Il a été promu, à titre militaire, Chevalier de la Légion d'honneur[61].
- Général Casso (1912-2002), résistant, militaire, homme politique.
- Henri-Joseph Thüring de Ryss (1765-?), général de brigade de la Révolution française, librettiste et auteur dramatique français. Il se maria à Rohrbach-lès-Bitche le 10 janvier 1786.
- Willy Meurer[62], facteur d'orgue à Rohrbach-lès-Bitche qui a entre autres réalisé l'orgue de l'église Saint-Martin de Kirrwiller[63], l'orgue de l'église de l'Annonciation des Trois-Épis[64], construit en 1973 par Willy Meurer et Georges Bois[65]...

### Héraldique
| Blason de Rohrbach-lès-Bitche | Blason  | D'or à la bande de gueules chargée de trois alérions d'argent, à la barre d'argent chargée d'un roseau de sinople brochant sur le tout. |
| Blason de Rohrbach-lès-Bitche | Détails | Adopté le 19 décembre 1948. |